# 黎元洪像开国纪念币
中华民国开国纪念币，有别于孙中山像和袁世凯像的同名纪念币，又称黎元洪像开国纪念币，存在有免冠版和带冠版两大类，免冠版俗称七分脸。带冠版系辛亥革命后，武昌军政府于1912年命令武昌造币厂铸造并发行的银质纪念币；免冠版系1916—1917年间黎元洪担任中华民国大总统期间重新铸造，在原版基础上改为免冠黎元洪像。由于发行时间短，存世量稀少，免冠版相对较多。

## 版式与发行

### 带冠版

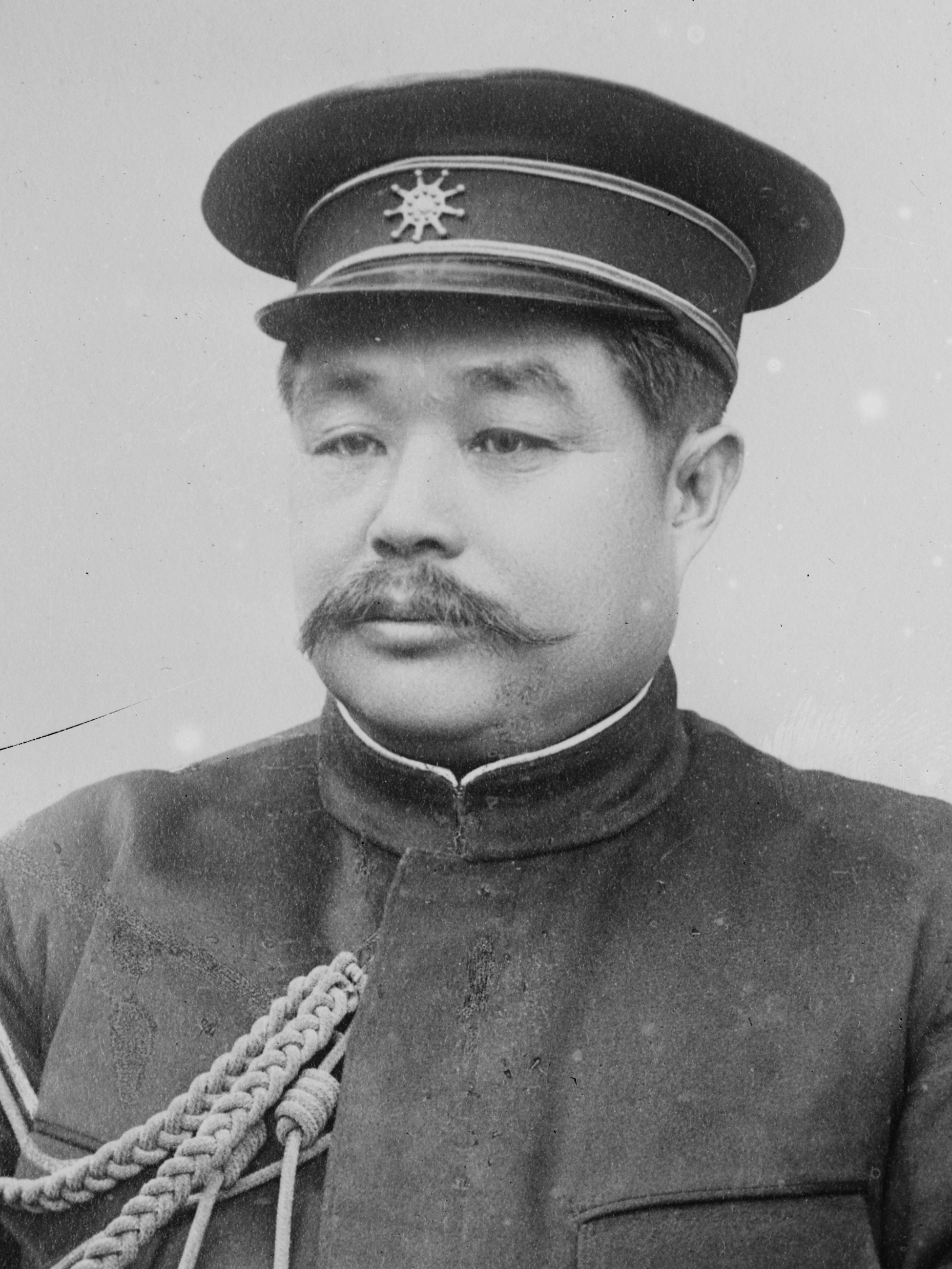
戴軍帽的黎元洪軍服像

带冠版纪念币成色在90.4%，直径39.75毫米，厚2.5毫米，重26.6克；轧印边道；正面珠圈饰边，上下分别为“中华民国”“开国纪念币”，两边各一枝桃花，又一道珠圈内为戴军帽的黎元洪肖像；背面布局大体一致，外一圈上下分别为与、左右中间偏下为五瓣花星，中间圈内为交叉的稻穗和豆（象征南北统一）环绕“壹圆”字眼。存在罕见错版，英文错印为。现存还有同款半圆银币。这一类型存量稀少，2015年报道称拍卖价可以达到人民币1.5万元，英文错版则能接近人民币3万元。
带冠版的发行时间大多推测在1912年5月孙中山像开国纪念币（孙小头）初版前后，传说是当时湖北省内部分人为讨好黎元洪仿孙中山像开国纪念币制作，根据现存实物样式来看存在借用前清光绪、宣统银币样式的痕迹，因此最早可能在1911年10月10日武昌起义之后就已经开始酝酿。曾供职于天津、南京造币厂的李伯琦在1933年《中国纪念币考》称带冠版系1912年武昌造币厂初版，后由于肖像不似黎元洪本人改铸免冠版，最终只铸造了100枚，当年就已经抵价50元。根据《北华捷报》1919年10月25日的一篇读者来信，传说黎像银币最初发行量有3000枚，于1912年秋季运到汉口的银行后武昌军政府才发现错版，追回其中的2700枚，将修正为重新发行。
由于文字记载较少，关于带冠版的真伪曾经存在争议。带冠版的直接记载最早出自1917年5月意大利驻华使馆参赞罗斯（Giuseppe Ros）在《亚洲文会北华分会年刊》发表的《中华民国硬币》（Coins of the Republic of China），根据其描述带冠版又有作、作的两种错版，设计者系武昌造币厂雕刻师何子芳。前述的错版故事则来自罗斯的匿名读者来信，同时1919年10月18日的另一篇回信中，钱币收藏者杰奥·雷伯恩称虽然他认为带冠版收藏价值更高，但上海市面的钱庄在了解收藏行情的情况下仍然坚持按面值折价10%—15%兑换本地的流通货币。耿爱德在1926年《中国货币论》中认为两版均系1912年制成，在1954年的《中国币图说汇考》认同《北华捷报》的传闻，指出部分银元会有錾刀修复痕迹。上海博物馆研究员钱屿在2006年出版的《近代机制币辨伪图鉴》则不认同此前的观点，从法律依据、造币时间、黎元洪清朝湖北新军服饰等角度提出质疑，认为带冠版系1917年前后好事者借传说诓骗外国人的产物。然而根据美国钱币学会的藏品记录，带冠版早在1913年11月22日就存在实物收藏。

### 免冠版

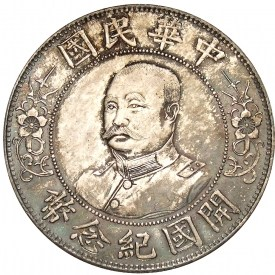
免冠版

免冠版在样式上大体与带冠版相同，唯一的不同在于黎元洪像，免冠版黎元洪秃顶，身穿袁世凯同款军装，侧身左视。根据服饰判断，黎元洪的军装应该是当时的大总统大礼服，因此免冠版应当是在1916年袁世凯去世后黎元洪任大总统期间铸造，但很多资料误传为1912年开始铸造，例如耿爱德在《中国币图说汇考》认为系1912—1914年间制造。免冠版发行时间短，臆造品较少，存在比较典型的伪品，即伪造者为迎合收藏家心理，有意移植带冠版与英文错版到免冠版上。1916年6月6日袁世凯去世后黎元洪依法继任大总统，根据武昌造币厂资料该厂于同年12月20日奉命开始铸造黎元洪新币，铸造时间下限最迟在黎元洪次年7月30日离任大总统，但发行量不甚明确，耿爱德在《中国币图说汇考》中称免冠版“被大量制造，现在依然常见”。另外根据耿爱德的记载，免冠版还有镀金和镍质版本，分别为赠礼和样币。根据2015年报道，普通免冠版市场价格在人民币6000元左右，最珍贵的黎元洪无冠开领像银币则超过10万元人民币。